# Petrophassa albipennis
Petrophassa albipennis là một loài chim trong họ Columbidae.